# Гоби, Христофор Яковлевич
Христофо́р Я́ковлевич Го́би (12 [24] апреля 1847, Санкт-Петербург, Санкт-Петербургская губерния, Российская империя — 24 декабря 1919, Петроград, Петроградская губерния, РСФСР) — русский ботаник, миколог, альголог.
Кроме исследований по флористике и географическому распределению водорослей северных морей, принёсших Гоби известность среди специалистов, ценными являются также его работы по морфологии, систематике и истории развития различных низших организмов.
Создал одну из наиболее интересных филогенетических систем растительного мира.

## Биография
Окончил 5-ю Санкт-Петербургскую гимназию в 1865 году (был учеником Н. И. Раевского)), затем учился в Императорском Санкт-Петербургском университете на отделении естественных наук физико-математического факультета, где и окончил курс кандидатом в 1871 году.
С 6 ноября 1872 года Гоби занял штатную должность хранителя ботанического кабинета Санкт-Петербургского университета, а после защиты в декабре того же года диссертации стал читать лекции в звании приват-доцента. Гоби преподавал в университете до конца жизни в течение 47 лет. С 1888 года — ординарный профессор.
По поручению Санкт-Петербургского общества естествоиспытателей Гоби предпринял ряд научных поездок на Финский залив (в 1872, 1873, 1877, 1878) с целью изучения подводной флоры этого залива, остававшейся до того времени совершенно неизвестной. Добытые результаты были опубликованы им в разных научных изданиях.
В 1875 году Гоби изучал флору Новгородской губернии, результаты исследования были изложены им в диссертации «О влиянии Валдайской возвышенности на географическое распространение растений в связи с очерком флоры западной части Новгородской губернии» (СПб., 1876).
В 1879 году Гоби утверждён доцентом по кафедре ботаники с поручением читать отдел споровых и голосеменных растений.
В 1881 году за исследование «Флора водорослей Белого моря и прилегающих к нему частей Северного Ледовитого океана» получил степень доктора ботаники. Эта работа познакомила учёный мир с флорой, совершенно до того не исследованной, малодоступной и отдалённой области и, в частности, со многими малоизвестными или совсем новыми формами морских водорослей.
В мае 1884 года на международном конгрессе ботаников и садоводов в Санкт-Петербурге Гоби был избран учёным секретарём конгресса.
С 1886 года издавал вместе с профессором А. Н. Бекетовым первый в России ботанический журнал «Ботанические записки» (Scripta Botanica).
Являлся членом многих русских и заграничных научных обществ.
В 1880 году профессор Л. С. Ценковский назвал в честь Гоби новый организм Gobiella (из группы Vampyrelleae); в 1889 году немецкий ботаник, профессор И. Рейнке посвятил Гоби морскую водоросль Gobia.
Скончался в 1919 году. Похоронен на Смоленском православном кладбище в Санкт-Петербурге.
Гоби принадлежит серия переводов на русский язык выдающихся иностранных сочинений (Г. А. де Бари, Ф. В. Цопфа, А. Декандоля, О. Кирхнера, П. Куммера и др.) по ботанике, бактериологии, сельскому хозяйству и т. п.

## Печатные труды
- Гоби Х. Я. Наблюдения над водорослью Chroolepus Ag // Труды III съезда русских естествоиспытателей и врачей. — Киев, 1871. — С. 1—16.
- Гоби Х. Я. Темноцветные водоросли (Phaeosporeae и Fucaceae) Финского залива // Труды Санкт-Петербургского общества естествоиспытателей. — 1874. — Т. 5. — С. 1—32.
- Гоби Х. Я. Багрянки или красные водоросли (Florideae) Финского залива. — 1877. — Т. 8. — С. 70—90.
- Гоби Х. Я. Об одном из способов возрастания фэоспоровых водорослей // Труды Санкт-Петербургского общества естествоиспытателей. — 1877. — Т. 8. — С. 91—96.
- Гоби Х. Я. Флора водорослей Белого моря и прилегающих к нему частей Северного Ледовитого океана. — Труды Санкт-Петербургского общества естествоиспытателей. — 1878. — Т. 9. — С. 293—412.
- Gobi C. Grundzüge einer systematischen Eintheilung der Gloeophyten (Thallophyten Endl.) (нем.) // Botanische Zeitung. — 1881. — 5 August (Nr. 31).
- Гоби Х. Я. О группе Amoeboideae, предшествующей хифомицетным грибам // Труды Санкт-Петербургского общества естествоиспытателей. — 1884. — Т. 15. — С. 1—36. [Отдельный оттиск].
- Гоби Х. Я. О развитии и систематическом положении грибка Tubercularia persicina Ditm // Труды Санкт-Петербургского общества естествоиспытателей. — 1885. — Т. 16, № 1. — С. 376—414.
- Гоби Х. Я. Об одной новой форме ржавчинных грибов Caeoma cassandrae Gobi // Ботанические записки : журнал. — 1886. — Т. I, вып. 1. — С. 166—180.
- Гоби Х. Я. Peroniella Hyalothecae Gobi — новая пресноводная водоросль // Ботанические записки : журнал. — 1887. — Т. I, вып. 2. — С. 234—259.
- Гоби Х. Я., Траншель В. А. Флора ржавчинных грибков (Uredineae) Санкт-Петербургской губернии и ближайших с нею мест соседних губерний // Ботанические записки. — 1891. — Т. III, вып. 2.
- Гоби Х. Я. Общий курс ботаники (с атласом и программой). — СПб.: Типография Ф. Вайсберга и П. Гершунина, 1912. — 190 с.